# Туризам у Северној Македонији
Туризам у Северној Македонији је велики фактор националне економије. Велико обиље природних и културних атракција у земљи чини је погодном за туризам.
Северна Македонија је у 2019. остварила 1.184.963 туриста, од чега 757.593 страних.

## Статистика
Број страних туриста у периоду од јануара до јула повећан је за 25 одсто у 2011. у односу на исти период 2010. године. Просечан број ноћења туриста повећан је за 33,2%.
У фебруару 2009. године земља је примила близу 28.000 туриста, односно 3,2% више туриста него у истом месецу прошле године, а забележен је и раст броја страних посетилаца за 8%.
Лето 2009. године било је најбоља туристичка сезона за град Дојран са 135.000 ноћења, што је повећање од 12,5% у односу на претходну годину.
Број туриста у мају 2010. године већи је за 0,8% у односу на исти месец претходне године.
Северна Македонија бележи редован пораст посетилаца. Број домаћих туриста у периоду јануар-март 2008. године већи је за 23,5% у односу на исти период претходне године. Број страних туриста у марту 2008. повећан је за 44,7% у односу на март 2007. Охридско језеро је 2007. године примило око 250.000 домаћих и страних туриста.
У прва четири месеца 2012. године број туриста у земљи био је 130.083, што је повећање од 4,6% у односу на претходну годину.
Регион који је остварио највише долазака туриста у 2012. је Југозападни са 251.462 туриста, затим Скопље (164.077) и Југоисточни (106.978). Регија Пелагонија је примила 72.054 долазака, док су остали региони примили мање од 30.000.
Међу страним туристима у 2012. години највише је било туриста из Турске (50.406), Грчке (43.976) и Србије (36.530). Изван Балкана, 27.000 туриста дошло је из Холандије. У 2019. години највише је туриста било из Турске (112.472), затим из Србије (59.568), Грчке (57.578) и Бугарске (55.862). Пољска (35.681) је била порекло већине туриста ван Балкана.

### Доласци по земљама
Већина посетилаца који краткорочно долазе у Северну Македонију су из следећих земаља националности:
| Ранк                   | Земља                  | 2019    | 2018    | 2017    | 2016    | 2015    |
| ---------------------- | ---------------------- | ------- | ------- | ------- | ------- | ------- |
| 1                      | Турска                 | 112,472 | 111,667 | 129,708 | 105,738 | 90,857  |
| 2                      | Србија                 | 59,568  | 57,460  | 53,121  | 50,145  | 43,613  |
| 3                      | Грчка                  | 57,578  | 40,947  | 44,931  | 40,504  | 38,829  |
| 4                      | Бугарска               | 55,862  | 52,659  | 45,958  | 36,982  | 29,314  |
| 5                      | Пољска                 | 35,681  | 34,575  | 22,281  | 12,268  | 17,054  |
| 6                      | Њемачка                | 34,342  | 30,173  | 23,544  | 17,067  | 17,939  |
| 7                      | Холандија              | 31,481  | 27,918  | 26,889  | 23,960  | 32,217  |
| 8                      | Албанија               | 27,311  | 27,311  | 21,194  | 20,862  | 18,493  |
| 9                      | Хрватска               | 25,533  | 23,829  | 15,860  | 13,918  | 17,054  |
| 10                     | Косово                 | 25,079  | 24,014  | 17,494  | 17,070  | 13,950  |
| 11                     | Румунија               | 18,984  | 16,727  | 15,044  | 9,256   | 8,071   |
| 12                     | Сједињене Државе       | 18,285  | 17,916  | 15,163  | 11,495  | 10,186  |
| 13                     | Словенија              | 17,953  | 16,890  | 12,815  | 9,971   | 11,463  |
| 14                     | Италија                | 13,757  | 13,403  | 11,124  | 11,515  | 12,444  |
| 15                     | Кина                   | 13,635  | 13,724  | 9,435   | 6,565   | 7,256   |
| 16                     | Израел                 | 12,436  | 10,767  | 7,967   | 8,983   | 4,754   |
| 17                     | Уједињено Краљевство   | 12,215  | 13,296  | 11,396  | 8,856   | 8,465   |
| 18                     | Шведска                | 11,188  | 11,530  | 8,557   | 6,495   | 5,617   |
| 19                     | Аустрија               | 10,481  | 9,014   | 8,367   | 7,387   | 8,602   |
| 20                     | Шпанија                | 10,184  | 6,303   | 6,012   | 3,659   | 3,151   |
| 21                     | Босна и Херцеговина    | 9,728   | 8,508   | 7,199   | 6,922   | 5,686   |
| 22                     | Белгија                | 9,698   | 9,966   | 7,499   | 5,501   | 5,509   |
| 23                     | Аустралија             | 9,511   | 9,701   | 8,228   | 5,557   | 6,625   |
| 24                     | Француска              | 9,445   | 9,030   | 8,008   | 6,231   | 7,603   |
| 25                     | Швајцарска             | 8,622   | 8,098   | 6,437   | 4,589   | 4,815   |
| Total foreign tourists | Total foreign tourists | 757,593 | 707,345 | 630,594 | 510,484 | 485,530 |

### Доласци по годинама
Доласци туриста у Северну Македонију повећавају се сваке године од 2010.
| Година | Доласци туриста | Промена (%) |
| ------ | --------------- | ----------- |
| 2000   | 632,523         |             |
| 2005   | 509,706         | -19,5%      |
| 2010   | 586,241         | +15,0%      |
| 2011   | 647,568         | +10,5%      |
| 2012   | 663,633         | +2,5%       |
| 2013   | 701,794         | +5,8%       |
| 2014   | 735,650         | +4,8%       |
| 2015   | 816,067         | +10,9%      |
| 2016   | 856,843         | +5,0%       |
| 2017   | 998,841         | +16,6%      |
| 2018   | 1,126,935       | +12,8%      |
| 2019   | 1,184,963       | +5,1%       |
| 2020   | 467,514         | -60,1%      |
| 2021   | 702,463         | +50,3%      |
| 2022   | 969,277         | +38,0%      |

## Одредишта

### Градови
Скопље, главни и највећи град, налази се у северном делу земље на реци Вардар. Скопље има дугу историју о којој сведоче бројна археолошка налазишта, као што су Скупи и скопски акведукт, и велики број османских грађевина и споменика, посебно у Старој скопској чаршији, као што је Мустафа-пашина џамија. Данас Скопље, са преко 500.000 становника, постаје модеран град са музејима и многим културним и спортским догађајима.
Охрид, под заштитом Унеска, налази се у Југозападном делу земље на источној обали Охридског језера. Град је можда најпопуларнија туристичка дестинација у земљи, што је у великој мери последица плажа и атмосфере. Међутим, Охрид има и многе историјске споменике, као што су Самуилова тврђава и Античко позориште, Црква Светог Климента и Пантелејмона, Црква Свете Софије, Црква Свети Јован Канео, Манастир Светог Наума, Кућа Робевих и Плаошник. Такође постоји низ прелепих рибарских и планинских села дуж обале која укључују Трпејцу, Пештане, Елшане и Љубаништа.
Битољ, други по величини град у земљи са око 100.000 становника, налази се у јужном делу земље. Као и многи градови у земљи, Битољ је такође имао богату историју. Хераклеја Линкестис, једно од највећих археолошких налазишта Северне Македоније, налази се у Битољу. Дуга историја Битоља је такође осликана бројним градским неокласицистичким зградама, османским зградама и споменицима као што је Џени џамија и старим црквама. Град је такође дестинација за куповину; Широк сокак, пјешачка улица, испуњена је бескрајним бројем продавница и ресторана који пролазе до Трга Магнолије. Постоји мало скијалиште око 12 км од центра града који се налази на планини Баба која је такође одлична планинарска мека током летњих месеци између маја и септембра.
Штип, највећи град источно од реке Вардар, налази се у Источном делу земље. Штип постоји најмање 2.000 година о чему говоре бројна археолошка налазишта, као што су Астибо, Баргала и Естипеон. У граду се налазе и лековите воде минералне бање Кежовица. Данас је Штип главни културни и привредни центар источне Северне Македоније.
Кратово је мали град у источном делу земље. Лежи на западним падинама планине Осогово на надморској висини од 600 метара изнад нивоа мора. Има благу и пријатну климу, налази се у кратеру угашеног вулкана. Познат је по својим мостовима и кулама.
Крушево је највиши град у Северној Македонији, налази се на надморској висини од преко 1350 метара. У њему се налази Мечкин Камен, историјско обележје које обележава место устанка 1903. године. Сваке године 2. августа, то је место националне прославе Дана независности, којој присуствују председник Северне Македоније и други македонски политички лидери. У Крушеву се налази и споменик Илинден, посвећен Илинденско-преображењском устанку и Крушевској републици и бројни музеји Илинденског устанка. Због своје надморске висине, Крушево је једно од зимских спортова у Северној Македонији. Овде је сахрањен и познати македонски певач Тоше Проески.
Прилеп је познат као "град под Марковим кулама" због своје близине кулама кнеза Марка Маркови Кули. Куле средњовековног кнеза Марка Мрњавчевића налазе се на брду високом 120–180 метара, окружене стрмим падинама прекривеним ситним гранитним камењем. У горњи део некадашњег насеља долази се са његове северне и јужне стране. Манастир Трескавец, подигнут у 12. веку у планини око 10 километара северно од Прилепа испод врха Златоврв, на ивици мале планинске равнице 1100 метара надморске висине. Прилеп има фреске из 14. и 15. века и вероватно је место раног римског града Колобаисе.
Остали популарни градови су Струмица и Струга, који имају много сопствених атракција.

### Национални паркови и природни резервати
Северна Македонија има три национална парка и 33 природна резервата:
- Маврово, које се налази у северозападном делу земље, највећи је од три национална парка. Дом је за неколико речних долина, клисура, водопада, пећина и других морфолошких формација.
- Пелистер, који се налази у јужном делу земље, у близини Битоља, најмањи је од три национална парка. Парк се састоји од земљишта које окружује планину Баба. На врху планине су два ледничка језера, позната као Горски Очи.
- Галичица, која се налази између Охридског и Преспанског језера, други је највећи национални парк у земљи. Парк је дом за обиље разноврсне флоре и фауне и нуди прекрасан поглед на Охрид и Охридско језеро.
- Резерват птица Езерени, који се налази на северној обали Преспанског језера, је строги природни резерват. Дом је за преко 120 различитих врста птица.[14]
- Строги природни резерват Тиквеш, који се налази 30 километара југоисточно од Кавадараца, је природни резерват који се простире на површини од око 100 квадратних километара. У резервату су присутне 23 врсте птица грабљивица, од којих се 17 гнезди у овој области. За Тиквеш се каже да је једно од најзначајнијих орнитолошких налазишта у Европи.
- Строги природни резерват Локви-Големо Коњари, који се налази у близини Крушева, је природни резерват који је последњи остатак некада огромне мочваре.

### Друга места
- Стоби, који се налази у Градском, у географском центру земље, највеће је и сматра се најпознатијим археолошким налазиштем у Северној Македонији. Неки остаци укључују базилике, улице, терме, стамбене комплексе, мозаике и зидове.
- Кокино, који се налази 30 километара од Куманова, је мегалитска опсерваторија слична Стоунхенџу. Стара преко 3.800 година, четврта је најстарија древна опсерваторија на свету.
- Маркове куле, које се налазе недалеко од Прилепа, су стеновите масе састављене од неколико финих скулптура. Налазе се на листи могућих места светске баштине Унеска.
- Камени град Куклица, који се налази ван Кратова, је подручје које се састоји од више од 120 природно формираних камених стубова старих преко 10 милиона година.

## Фестивали
- Балкански фестивал народних песама и игара, годишњи фестивал фолклорне музике и игре
- Галичка свадба, годишњи фестивал који се одржава у Галичнику на коме се изабрани пар венчава у традиционалној „галичкој“ свадби
- "Астерискс", међународни дечији музички фестивал
- Охридски пливачки маратон, међународно такмичење у пливању на отвореним водама на Охридском језеру

## Галерија
- Црни Дрин
- Црква Светог Климента и Пантелејмона на Плаошнику
- Исхак-бегова џамија у Скопљу
- Душанов мост
- Плажа код Охрида
- Водопад у Колешином код Струмице
- Хидроелектрана Козјак, Порече
- Охридско језеро
- Кораб
- Радика
- Манастир Светог Наума над  Охридским језером
- Античке фреске манастира Калишта у Струги
- Галичник
- Мозаик у Хераклеји Линкестиси
- Скопски акведукт
- Охридско језеро
- Скопље